# Apple ISO9660 Extensions
Apple ISO9660 Extensions (иногда Apple ISO 9660) — набор расширений представления данных, записанных на компакт-диск (CD-ROM). Описан в 1989 году, является расширением для стандартной файловой системы ISO 9660 и служит для сохранения расширенных свойств файлов, применяемых в файловых системах HFS/HFS+ корпорации Apple (системы Macintosh, классическая Mac OS). Расширения Apple сохраняют обратную совместимость: при использовании таких дисков в других ОС формат читается как стандартный ISO 9660 без возможностей доступа к расширенным метаданным.
Среди категорий метаданных HFS, сохраняемых в расширении:
- Время последней резервной копии
- Код типа файла
- Код приложения, в котором был создан файл, т. н. Creator code[англ.], определяет, в каком приложении будет открыт данный файл
- Флаги и информация для отображения в файловом менеджере Finder
- Ссылка на альтернативный поток ресурсов

Признаком использования расширений Apple является значение «APPLE COMPUTER, INC., TYPE: 0002» в поле System Identifier описателя Primary Volume.
Дополнительная информация расширений Apple сохраняется в структуре System Use Field записей Directory Record, при необходимости используется несколько структур System Use Field. В поле Signature ID используется константа «AA».